# Bultaco Tralla
La Bultaco Tralla fou un model de motocicleta de turisme fabricat per Bultaco en dues etapes: la primera, amb el nom de Tralla 101, de 1959 a 1963 i la segona, amb el nom de Tralla 102, de 1963 a 1971. Ambdues versions eren gairebé idèntiques i es diferenciaven sobretot pel seu acabat estètic, actualitzat en la 102, ja que compartien les mateixes característiques generals: motor de dos temps monocilíndric refrigerat per aire de 125 cc, bastidor de simple bressol, frens de tambor i amortidors de forquilla convencional davant i telescòpics darrere.
La Tralla 101 era el primer model que fabricava Bultaco, menys d'un any després de la seva fundació, i representà un èxit comercial per a l'empresa. El seu llançament fou tot un esdeveniment i la moto fou molt ben valorada per la crítica internacional, essent qualificada com a la motocicleta amb motor de dos temps de millor rendiment del moment. Els seus punts forts eren tant l'aspecte modern i elegant com les seves prestacions, ja que amb els seus 125 cc era capaç d'assolir els 115 km/h de sèrie.
S'ha dit que la Tralla suposà un abans i un després en el motociclisme a l'estat espanyol, ja que al moment de la seva aparició era una de les primeres motocicletes esportives i contribuí a crear un sector de mercat que es va anomenar "turisme ràpid". El seu mèrit principal era no només ser apta per anar a la feina cada dia, sinó que amb una senzilla preparació esdevenia una motocicleta altament competitiva en curses de velocitat (la Tralla 101 es comercialitzava opcionalment amb un joc de pinyons i "tubarro" de competició, manillar esportiu i coixí sobre el dipòsit). Aquesta ambivalència li valgué el sobrenom comercial de «La moto de doble vida».

## Història
Bultaco nasqué el 17 de maig de 1958 com una escissió de Montesa, quan el seu cofundador Francesc Xavier Bultó i diversos treballadors l'abandonaren en desacord amb la intenció de la junta directiva d'abandonar les curses. El primer prototipus de la nova empresa es va enllestir en quatre mesos, i la nit del 3 d'octubre de 1958 ja el va començar a provar personalment Paco Bultó. A aquell prototipus en seguí un altre que fou millorat progressivament fins que es va donar per acabat cap al febrer de 1959. El 24 de març de 1959, la nova empresa va celebrar una roda de premsa a l'Hotel Ritz de Barcelona i va presentar el seu primer producte, la Tralla 101.

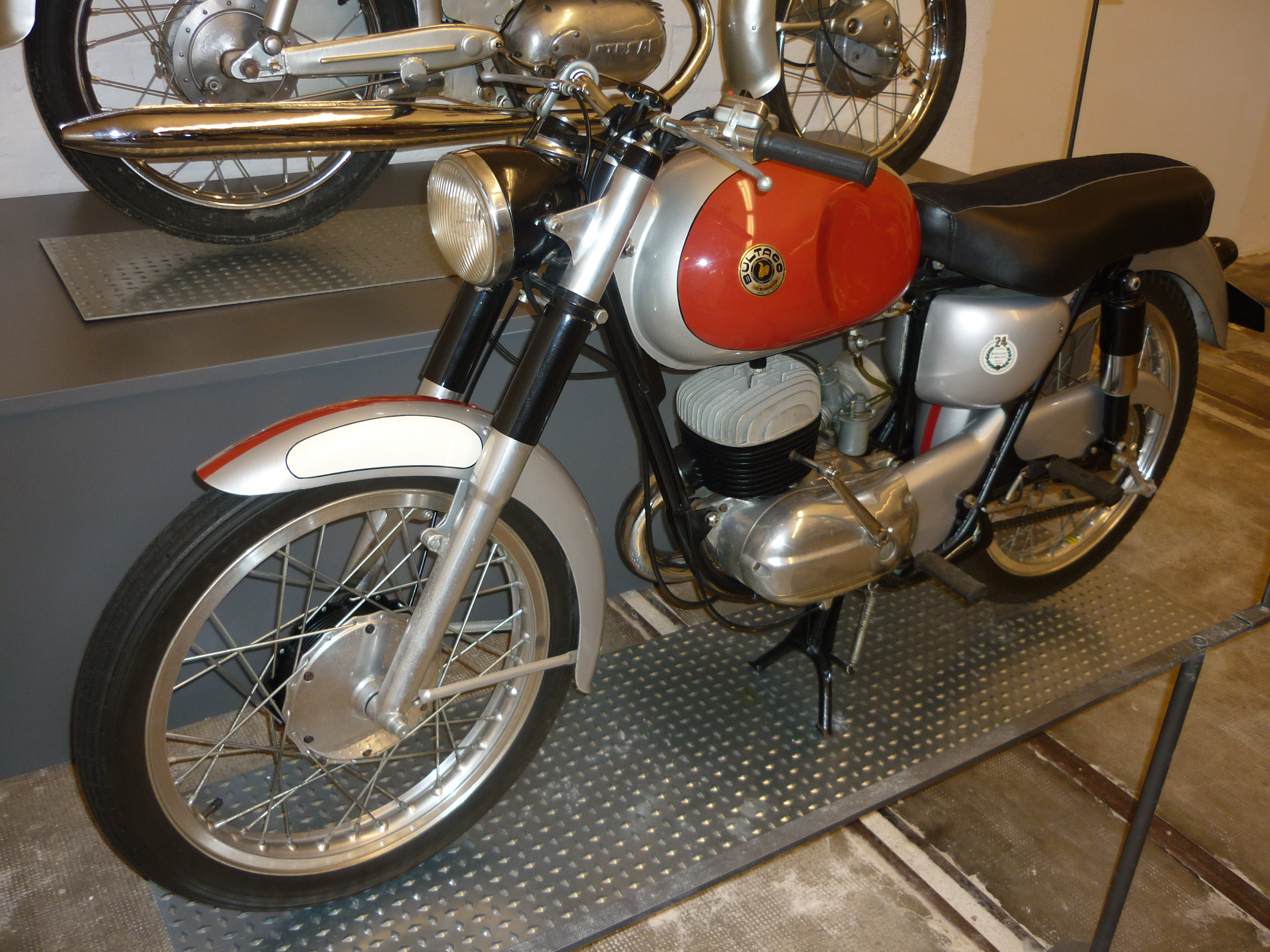
La Bultaco Tralla 101 de 1959

Llançada amb la denominació de Tralla 101 Gran Turismo i el lema comercial «Veloz... pero segura», la moto es posà a la venda l'endemà mateix de la seva presentació. La producció de la Tralla 101 començà a bon ritme: entre els mesos de març i agost es va passar de produir dues motocicletes diàries a cinc, arribant a set al setembre. Només el primer any, ja se'n fabricaren 1.133 unitats.
Aviat, a Bultaco s'adonaren que la Tralla 101 es veia una mica forçada en cas de dur un passatger i varen decidir desenvolupar una nova moto més versàtil, llançada amb el nom de Bultaco 155. Presentada el gener de 1960 al Palau Municipal d'Esports de Barcelona, era un model estèticament molt semblant a la Tralla però disposava d'un parell motor modificat per a un millor rendiment i una cilindrada de 153 cc, de manera que podia portar còmodament un passatger i fins i tot addicionalment un sidecar lleuger. La 155 anava pintada de blau per tal de distingir-la de la Tralla (fou en aquesta època quan la firma començà a fer servir el blau per a les motos turístiques o utilitàries, reservant el vermell per als models més esportius), però la semblança entre totes dues feia que sovint es conegués la 155 com a "Tralla 155".
El març de 1960, la Tralla 101 i la 155 s'exhibiren al "Saló de l'Automòbil, la Moto i la Bicicleta" de Ginebra. Aquell any, en què la producció total de l'empresa arribà a les 4.171 unitats, Bultaco presentà dos nous models derivats dels anteriors, ambdós amb el motor de la Tralla 101: la Sherpa S de motocròs i la Sherpa N per a l'entorn rural. El 1961 es posà a la venda un model més barat, la Mercurio, una moto senzilla (sense cromats, amb el càrter sense polir i el tub d'escapament pintat) però sense perdre qualitat i robustesa. A la Mercurio la seguiren la Metralla 62 (1962) i l'actualització de la Tralla 101, la Tralla 102 (1963). Aquesta darrera s'inspirava estèticament en la Montesa Impala, un model que havia aparegut un any abans i que havia causat sensació pel seu disseny.

## El vessant esportiu

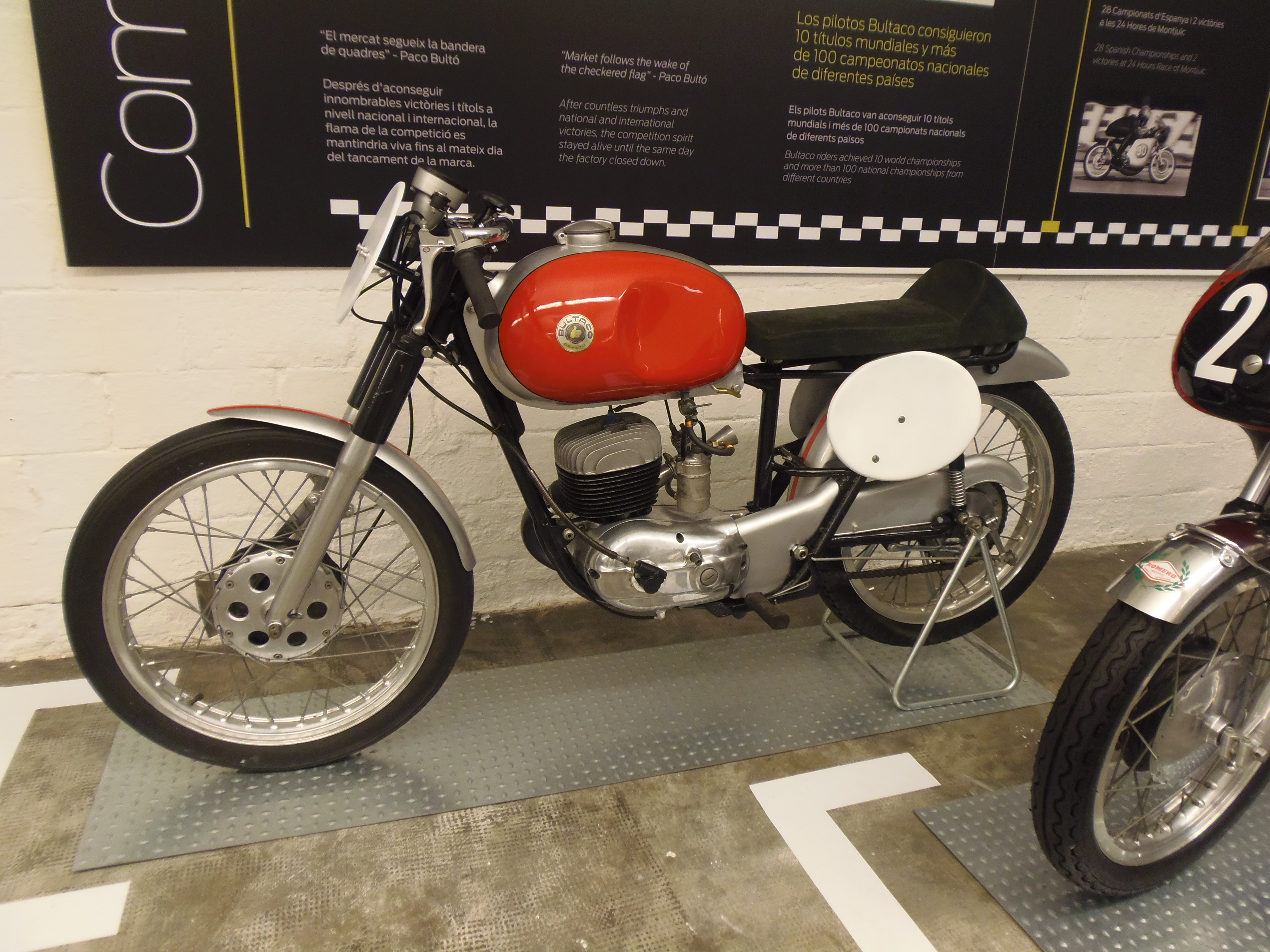
La Tralla S 125 de 1959

El 19 d'abril de 1959, poques setmanes després del llançament de la Tralla 101, Bultaco va inscriure'n una dotzena al Premi RCMC per a motos comercials, disputat al circuit de Montjuïc com a complement del Gran Premi d'Espanya. Després d'una cursa molt renyida, set dels pilots de Bultaco acabaren entre els 10 primers classificats, amb John Grace segon a només 15 cm del guanyador, el pilot de Montesa Juan Elizalde, iniciant així una històrica rivalitat entre les dues marques.
Només un mes més tard de la seva presentació, els pilots de fàbrica ja disposaven de sengles Tralla 101 especials, denominades Tralla S o TS (de "Tralla Sport"), les quals anirien evolucionant gradualment. Les Tralla S eren plenament competitives i tenien tanta demanda per part dels afeccionats, molts dels quals les feien servir per a debutar-hi en competició, que es creà un departament específic per a la preparació d'aquest model. Les millores que s'introduïen als prototipus oficials es portaven quasi sempre a la sèrie, de manera que les Tralla S dels pilots de fàbrica eren gairebé iguals a les que es comercialitzaven. L'èxit del model va fer que, tot i que el gener de 1961 es començaren a fabricar les TSS, durant aquell any encara se'n preparessin 19 unitats. Fins i tot Ramon Torras hi va córrer encara algunes curses durant els anys 1961 i 1962, malgrat tenir ja disponible aleshores la TSS.
Els immediats èxits esportius de les Tralla S contribuïen a augmentar el prestigi de la marca: Bultaco guanyà el VII Trofeu Internacional Canes-Ginebra-Canes per equips de marca (del 21 al 24 de maig de 1959), el II Gran Premi Internacional de l'Uruguai a Montevideo (20 de desembre), el XV Gran Premi Internacional de Madrid, el II Gran Premio de Otoño, les 24 Hores de Montjuïc en categoria de 125cc i el Campionat d'Espanya de regularitat. Durant el seu primer any de vida, la marca triomfà en 30 Grans Premis.
El 1960 s'inicià el projecte de la Bultaco G.P., prototipus que muntava un motor amb les cotes de la Tralla i que protagonitzà actuacions destacades en mans de John Grace i Marcel Cama. Al llarg de 1960, Bultaco guanyà més de 50 curses arreu del món.
La Bultaco G.P. fou la base de la Cazarécords, un prototipus dissenyat per a batre rècords de velocitat que varen pilotar l'octubre de 1960 John Grace, Marcel Cama, Paco González, Ricardo Quintanilla i Georges Monneret al circuit de Montlhéry, amb el resultat de 5 rècords mundials aconseguits en les categories de 175, 250 i 350 cc.

### La Bultaco TSS

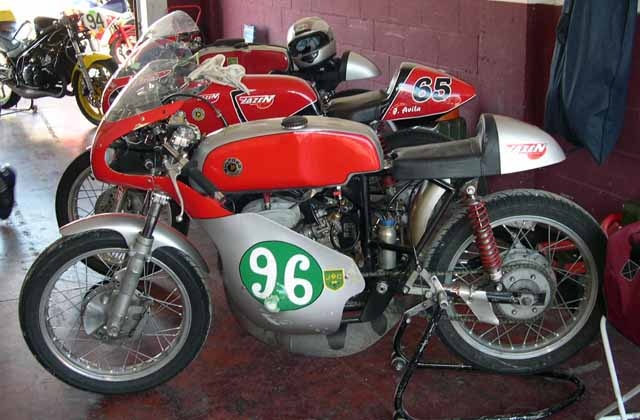
Una Bultaco TSS dels volts de 1962

Un cop desestimat el projecte de la G.P. a casua del seu alt cost, se seguí evolucionant la Tralla S fins que a finals de 1960 aquest model va donar pas a la Bultaco TSS. La TSS (inicials de "Tralla Super Sport") fou una motocicleta de Gran Premi que marcà una època al Campionat del Món de motociclisme, esdevenint una eina molt útil per als pilots privats gràcies a la seva eficàcia i fiabilitat. Paco Bultó declarà algun cop que «la TSS no era una moto guanyadora al mundial però podia estar entre les sis millors i era una vencedora potencial en qualsevol altra cursa».
La TSS es fabricà en les cilindrades de 125, 175, 200, 250 i 350 cc fins que, després d'una dècada d'èxits esportius, Bultaco n'abandonà la producció cap a 1970.

## Versions

### Llista de versions produïdes
| Nom        | Id. Model | Període en producció | Període en producció | Núm. Sèrie        | Característiques |
| Nom        | Id. Model | De                   | A                    | Núm. Sèrie        | Característiques |
| ---------- | --------- | -------------------- | -------------------- | ----------------- | ---------------- |
| Tralla 101 | 1         | 1959                 | 1963                 | 000.001 a 003.954 | Dipòsit bombat   |
| Tralla 102 | 1-1       | 1963                 | 1971                 | 003.954 a 006.161 | Dipòsit pla      |

### 101
La Tralla 101 fou una moto de marcat esperit esportiu, amb una potència de prop de 100 CV per litre i un parell motor màxim d'1,45 m/kg a 5.750 rpm. El motor tenia gran facilitat per a pujar de voltes i lliurava força potència a règims de funcionament alts. Molts models de l'època tenien la seva potència màxima a 5.000 rpm, mentre la Tralla anava a règims superiors en més d'un 50%: a 5.250 rpm lliurava una potència de 10 CV, a 5.500 en lliurava 11 i fins i tot a 8.000 rpm, seguia disposant d'11,2 CV. Era, a més, una moto de manteniment poc complicat.
Pel que fa a la seva relació de canvi, les tres darreres marxes eren molt tancades, millorant encara si s'adquiria la relació opcional, més tancada. Aquesta disposava de pinyons de sortida de 14 o 16 dents i corones de 46 a 54 dents, cosa que proporcionava fins a 8 relacions de desmultiplicació secundàries. Amb la caixa de canvis normal i la desmultiplicació de sèrie, la segona velocitat passava dels 70 km/h, i amb la de relació tancada passava dels 95. La tercera velocitat de sèrie arribava als 105 km/h (i als 112 amb la relació tancada). Finalment, la quarta podia assolir els 120 km/h. D'altra banda, cal dir que el seu xassís de simple bressol era prou innovador i aportava una gran estabilitat.
Juntament amb la Montesa Brío 110, la seva principal competidora, la Tralla 110 creà escola i tant l'una com l'altra eren conegudes arreu del món com a dues excel·lents motos de petita cilindrada que podien competir, i fins i tot superar, amb models de més cilindrada i anomenada.
Fitxa tècnica
| • Configuració motor |
| --- |
| - Tipus: 1 cilindre vertical central - Refrigeració: Difusors a l'aire per aletes en culata i cilindre - Materials: - Culata i cilindre d'aliatge lleuger - Camisa del cilindre de fosa especial - Cigonyal sobre dos coixinets de boles - Biela d'acer d'alta resistència amb coixinet de rodets de doble filera amb gàbia. - Carburador: IRZ 22 AEOI Dell' Orto UB22 BS2 - Embragatge: Multidisc en bany d'oli - Transmissió: Per cadena Joresa C 52 - Encesa: Volant FEMSAVAR 41-2 |

| • Mesures |
| --- |
| - Longitud total: 1.980 mm - Distància entre eixos: 1.310 mm - Alçada selló: 785 mm - Ample i alt del manillar: 560 x 930 mm |

| • Altres                                                                                      |
| --------------------------------------------------------------------------------------------- |
| - Velocitat màxima: 115 km/h - Consum: 2,7 l/100 km - PVP: 23.450 pts (140,94 euros al canvi) |

Notes
1. ↑  Tot i declarar-ne oficialment 115, s'ha dit que la Tralla 101 podia arribar als 117 km/h.[4]
2. ↑  Preu F.F. el 1959

### 102
La Tralla 102, presentada a la Fira de Mostres de Barcelona, era una variant de la Metralla 62 i incorporava un nou quadre derivat del de la Bultaco TSS. Presentada com un «model de característiques esportives i eficaces prestacions», afegia millores en estabilitat, frenada i potència a l'experiència acumulada amb la Tralla 101.
Fitxa tècnica
| • Configuració motor |
| --- |
| - Tipus: 1 cilindre - Refrigeració: Per aire - Carburador: Amal 376 25 mm - Embragatge: Multidisc en bany d'oli - Transmissió: Per cadena dúplex 235/52 - Encesa: Volant FEMSA VAR 41-2 |

| • Mesures |
| --- |
| - Longitud total: 1.955 mm - Distància entre eixos: 1.305 mm - Alçada selló: 760 mm - Ample i alt del manillar: 575 x 850 mm |

| • Altres                                                                                      |
| --------------------------------------------------------------------------------------------- |
| - Velocitat màxima: 115 km/h - Consum: 2,7 l/100 km - PVP: 24.450 pts (146,95 euros al canvi) |

1. ↑  Preu F.F. el 1963